# Live EP (Live at Fashion Rocks)
Live EP (Live at Fashion Rocks) — концертный мини-альбом, 2005 года. Записанный 8 сентября во время совместного выступления группы Arcade Fire и Дэвидом Боуи в Нью-Йорке (во время ежегодного благотворительного мероприятия Fashion Rocks).
Впоследствии Боуи был приглашён группой для записи бэк-вокала к песне «Reflektor», главного сингла и заглавного трека с одноимённой четвёртой пластинки Arcade Fire 2013 года.
Средства, полученные от продажи EP, были переданы в помощь пострадавшим от урагана Катрина в Новом Орлеане.

## Список композиций
| №  | Название        | Автор(ы)    | Оригинальный альбом                                           | Длительность |
| -- | --------------- | ----------- | ------------------------------------------------------------- | ------------ |
| 1. | «Life on Mars?» | Дэвид Боуи  | Hunky Dory                                                    | 4:54         |
| 2. | «Wake Up»       | Arcade Fire | Funeral                                                       | 5:43         |
| 3. | «Five Years»    | Дэвид Боуи  | The Rise and Fall of Ziggy Stardust and the Spiders from Mars | 3:46         |